# Curralinhos
Curralinhos este un oraș în Piauí (PI), Brazilia.